# Bratrská borovice
Bratrská borovice ve Lhotce u Rychnova nad Kněžnou, byla zasazena na památku Synodu Jednoty bratrské. Do současnosti se dochovalo pouze torzo, protože borovice zanikla počátkem 70. let 20. století. V první polovině 20. století se u borovice scházeli Čeští bratři z Rychnova nad Kněžnou, z Potštejna, Litic a okolí, místo bylo rovněž hojně navštěvováno potomky exulantů z Německa.

## Základní údaje
- název: Bratrská borovice, památná borovice pod Jedlinou[1], Jedlinská borovice[3]
- výška: 21 m (1940)[1]
- obvod: 365 cm (1940)[1], přes 400 cm (1939)[2]
- šířka koruny: 20 m (1939)[2]
- věk: 250-300 let (1940)[1], 300-400 let (1939)[2]
- sanace: zaplombované otvory

Strom roste v lese Habřina asi 200 kroků od okresní silnice.

## Stav stromu a údržba
Původně (do 80. let 19. století) v těchto místech rostly převážně listnáče - duby a habry - proto nese lesík jméno Habřina. V první polovině 20. století rostla borovice solitérně na svažitém palouku obklopeném lesem.
Dříve (snad koncem první čtvrtiny 20. století) byl na kmeni umístěný obrázek. V meziválečném období patřilo území i s borovicí lesnímu radovi Františku Jelínkovi, řediteli velkostatku v Rychnově nad Kněžnou. Ten se postaral i o zaplombování otvorů do dutiny. Borovice byla již tehdy chráněná Památkovým úřadem v Praze. Strom obepínala jakási čtyřhranná uzamčená zahrádka (ta je patrná i na starších pohlednicích). Ve vzdálenosti 4, 6 a 7 metrů od kmene byly vysázené douglasky.
V roce 1940 byly čtyři spodní větve zcela suché, v dutině hnízdily sovy a již deset let byl pozorován méně příznivý zdravotní stav stromu. Definitivní zánik způsobila bouře 8. června 1971, která stromu rozlomila korunu.
Po zániku byl kmen zakonzervován tehdejšími pracovníky státní ochrany přírody v Rychnově, okolí upraveno a k torzu postavena zídka. Nedaleko byla vysazena i mladá borovička.

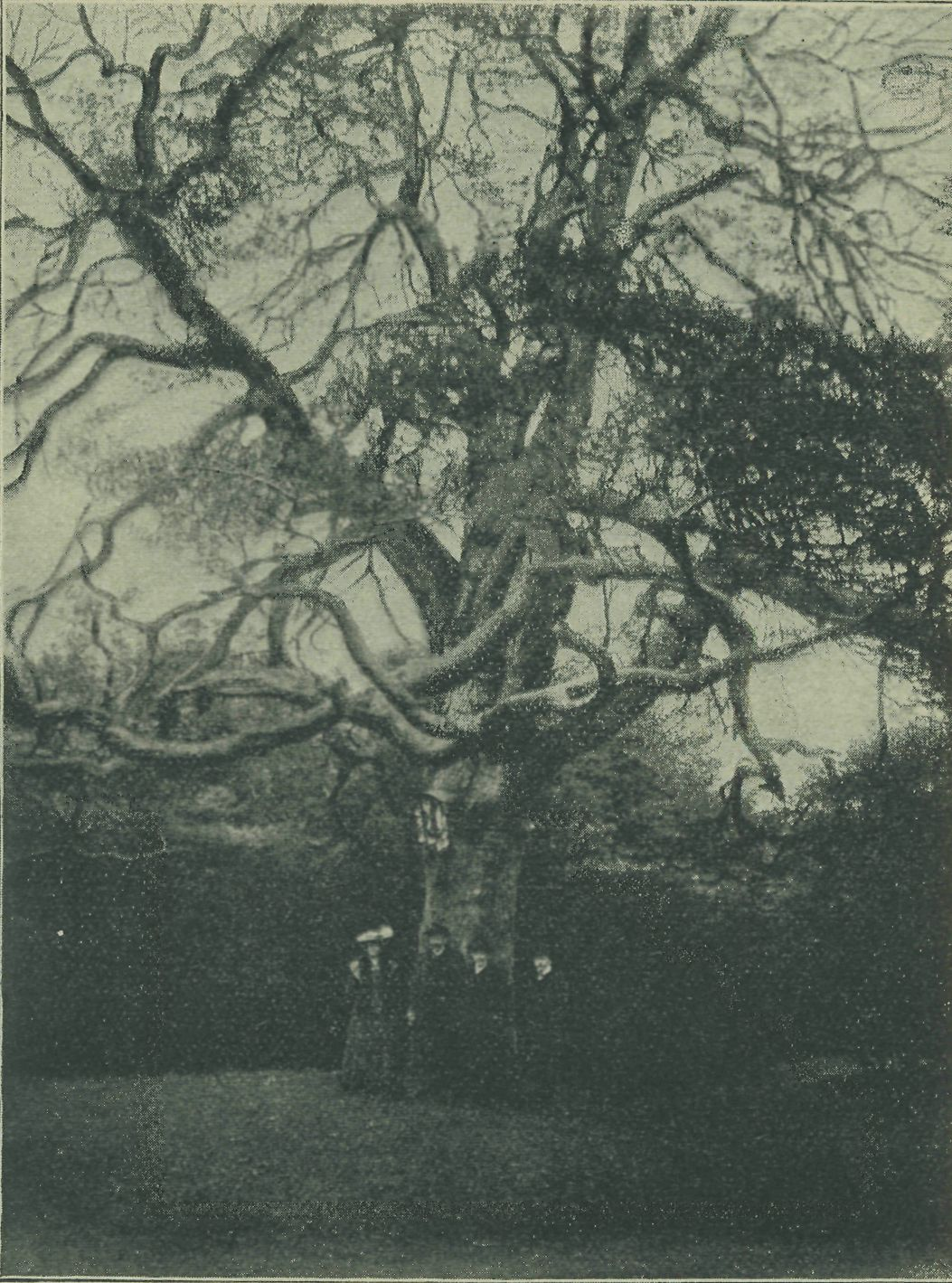
Bratrská borovice
historický snímek - Jan Vilím
kolem roku 1900

## Historie a pověsti
V místě borovice se za krále Jiřího z Poděbrad houfně usazovali Čeští bratři. Roku 1467 se zde konal synod Jednoty bratrské a bratrský duchovní Matěj z Kunvaldu na něm byl zvolen prvním biskupem Jednoty. Rovněž zde byli vybráni tři duchovní správcové. U Českých bratří se tu zastavil i Jan Ámos Komenský, když opouštěl vlast. V době pobělohorské vykázal Bratry do Německa Nizozemec Kašpar Hugo z Grambů, majitel kosteleckého panství, území bylo připojeno k panství rychnovskému, vesnice pobořena a jako jediná stavba zůstala pozdější hájovna, původně obydlí panského zahradníka zvané nezvykle Palma od palem v zahradě, případně prostě Palma.
Podle pověsti byla borovice vysazena v místě statku bratra Duchka, u něhož se konal synod. Semeno prý pocházelo z Palestiny. Některé pověsti říkají, že borovici vysadili na památku prohlášení Jednoty bratrské za církev, ale že samotné prohlášení se konalo v chalupě za lesem.
Alois Jirásek uvádí další pověsti: Podle jedné se pod borovicí sejdou a pohněvají všichni panovníci světa a započne světová válka, ze které zbude jen hrstka lidí, která by se pod plachtu vozu vešla. Ti odslouží mši na pařezu u rybníčka, pak se vrátí k borovici, kde se usadí a započnou šťastný život. Jiná verze pověsti situuje sešlost králů pod borovicí na poslední den světa, králové zde poobědvají, Česká země bude roznesena kopyty hřebců a ženy zabijí tureckého císaře přeslicemi.

## Obraz v kultuře a umění
Velmi zdařilý lept borovice pochází od umělce Jana Šplíchala z Dolní Sloupnice. 30. března 1891 ji zachytil na kresbě Theophilus Reichel, otec kazatele Karla Reichla z Potštejna, který o stromu psal roku 1939 v Jednotě bratrské. Rozsáhlou stať pro knihu Pověsti Rychnovska připravil řídící učitel Karel Popelka. Mnohé pověsti v díle Husitský král rozepsal Alois Jirásek. Báseň o památné borovici složil doktor Josef Kalis z Rychnova nad Kněžnou, který ji téměř denně chodil obdivovat:
| „                   | Pod Jedlinou borovice stojí košatá, větve její nebes jak v dálku rozpjatá. Rozkládá se na palouku v svahu, kolem les, nad nímž pne se majestátně vzhůru do nebes. … | “ |
| — JUDr. Josef Kalis | |   |

Černobílá fotografie borovice se rovněž dostala na řadu pohlednic, její kresba zdobí titulní stranu knihy Staré a památné stromy na Rychnovsku od Františka Hrobaře. S Janem Ámosem Komenským kázajícím lidu ji vymaloval Vlastimil Beneš. Na vlastní kresbě ji zachytil i akademický malíř Jaroslav Turek.

## Další zajímavosti
S místem a borovicí byla spjata zmíněná hájovna zvaná Palma a louka Felčárka s tůňkou zvanou Jezírko. Ta byla unikátní porostem řezanu aloesovitého (Stratiotes aloides) nesprávně označovaného jako leknín, který sem byl přenesen z jižní Moravy (už roku 1940 však byl vyhynulý). Jezírko chránil výnos ministerstva školství a národní osvěty v Praze ze dne 31. prosince 1933 číslo 143.547-V o ochraně přírodních památek. Podle pověsti skončil v jezírku kalich, který doň vhodili Bratři, aby předešli jeho potupě, když je při bohoslužbě překvapili vojáci.
Borovici byl věnován prostor v pořadu České televize Paměť stromů, konkrétně v dílu č. 4: Stromy žijí s lidmi. Ve stejnojmenné knize vydané k pořadu však chybí.

## Památné a významné stromy v okolí
- Borovice Erbenka